# Neonerita dorsipuncta
Neonerita dorsipuncta là một loài bướm đêm thuộc phân họ Arctiinae, họ Erebidae.